# Lithobius ignotus
Lithobius ignotus är en mångfotingart som beskrevs av Muralevitch 1906. Lithobius ignotus ingår i släktet Lithobius och familjen stenkrypare. Inga underarter finns listade i Catalogue of Life.